# Chelidonura electra
Chelidonura electra is een slakkensoort uit de familie van de Aglajidae. De wetenschappelijke naam van de soort is voor het eerst geldig gepubliceerd in 1970 door Rudman.